# Rimini Calcio Football Club 2007-2008
Questa pagina raccoglie i dati riguardanti il Rimini Calcio Football Club nelle competizioni ufficiali della stagione 2007-2008.

## Stagione
La stagione 2007-2008 è la prima dopo la morte del patron Vincenzo Bellavista, avvenuta nel maggio 2007. I biancorossi iniziano l'annata eliminando Frosinone e Treviso nei primi due turni della Coppa Italia, per poi essere eliminati dal Torino con un (3-2) rimediato al termine dei tempi supplementari. In campionato la truppa di Leonardo Acori risiede stabilmente nella prima metà della classifica. Dalla 2ª alla 6ª giornata di ritorno il Rimini colleziona cinque vittorie consecutive. Al termine del campionato i punti raccolti sono 69, quota che piazza gli adriatici al 7º posto a soli due punti di distanza dal Pisa, con la squadra nerazzurra che si aggiudica l'ultimo posto disponibile il 6° per accedere ai play-off. A fine stagione Acori comunica l'intenzione di lasciare la panchina riminese.

## Divise e sponsor
Lo sponsor tecnico per la stagione 2007-2008 è Macron. La maglia casalinga a scacchi biancorossi prevede lo sponsor Banca di Rimini mentre sulle maglie da trasferta campeggia il logo della Cocif, azienda di Longiano detentrice di gran parte delle quote societarie della stessa Rimini Calcio.
| Casa | Trasferta | Terza Divisa | Quarta Divisa |

## Organigramma societario
Area direttiva
- Presidente: Luca Benedettini
- Vice Presidente: Ivan Ventimiglia

Area organizzativa
- Team manager: Piergiorgio Ceccherini

Area comunicazione
- Ufficio Stampa: Giuseppe Meluzzi
- Segretario: Giorgio Drudi, Floriano Evangelisti

Area tecnica
- Direttore sportivo: Walter Muratori
- Direttore tecnico: Luca D'Angelo
- Allenatore: Leonardo Acori
- Allenatore in seconda: Elvio Selighini
- Preparatori atletici: Danilo Chiodi, Marco Greco
- Preparatore dei portieri: Giancarlo Bellucci

Area sanitaria
- Medico sociale: Cesare Gori
- Massaggiatori: Davide Lodovichetti, Pietro Rossini

## Rosa
| N. |                      | Ruolo | Calciatore           |
| -- | -------------------- | ----- | -------------------- |
| 1  | Italia (bandiera)    | P     | Maurizio Pugliesi    |
| 2  | Italia (bandiera)    | D     | Fabio Catacchini     |
| 3  | Italia (bandiera)    | D     | Paolo Bravo          |
| 4  | Italia (bandiera)    | C     | Alfredo Cardinale    |
| 5  | Italia (bandiera)    | D     | Emiliano Milone      |
| 6  | Svizzera (bandiera)  | C     | Migjen Basha         |
| 7  | Italia (bandiera)    | C     | Francesco Valiani    |
| 7  | Italia (bandiera)    | C     | Alessandro Frara     |
| 8  | Italia (bandiera)    | C     | Francesco Lunardini  |
| 9  | Italia (bandiera)    | A     | Davide Moscardelli   |
| 9  | Italia (bandiera)    | A     | Daniele Vantaggiato  |
| 10 | Argentina (bandiera) | C     | Adrián Ricchiuti     |
| 11 | Italia (bandiera)    | A     | Angelo Raffaele Nolè |
| 11 | Italia (bandiera)    | A     | Mattia Marchi        |
| 14 | Italia (bandiera)    | C     | Giovanni Conti       |
| 16 | Italia (bandiera)    | P     | Andrea Consigli      |
| 17 | Italia (bandiera)    | D     | Michele Rinaldi      |
| 18 | Italia (bandiera)    | A     | Simone Palermo       |

| N. |                    | Ruolo | Calciatore              |
| -- | ------------------ | ----- | ----------------------- |
| 20 | Italia (bandiera)  | C     | Biagio Pagano           |
| 21 | Italia (bandiera)  | D     | Maurizio Peccarisi      |
| 22 | Romania (bandiera) | C     | Sorin Paraschiv         |
| 23 | Italia (bandiera)  | P     | Marco Temeroli          |
| 25 | Italia (bandiera)  | D     | Sandro Porchia          |
| 27 | Brasile (bandiera) | A     | Jeda                    |
| 27 | Italia (bandiera)  | A     | Giuseppe Greco          |
| 28 | Italia (bandiera)  | A     | Nicola Angeli           |
| 32 | Italia (bandiera)  | D     | Roberto Vitiello        |
| 40 | Italia (bandiera)  | C     | Luca Bezzi              |
| 44 | Italia (bandiera)  | C     | Alessandro Marchi       |
| 45 | Italia (bandiera)  | D     | Enrico Pezzi            |
| 46 | Italia (bandiera)  | C     | Diego Pasqualone        |
| 55 | Italia (bandiera)  | C     | Domenico Cristiano      |
| 65 | Italia (bandiera)  | A     | Antonio Pignataro       |
| 77 | Italia (bandiera)  | D     | Pierre Giorgio Regonesi |
| 83 | Italia (bandiera)  | C     | Giovanni La Camera      |
| 99 | Italia (bandiera)  | A     | Emilio Benito Docente   |

## Calciomercato

### Sessione estiva
| Acquisti | Acquisti              | Acquisti        | Acquisti              |
| R.       | Nome                  | da              | Modalità              |
| -------- | --------------------- | --------------- | --------------------- |
| P        | Andrea Consigli       | Atalanta        | prestito              |
| D        | Fabio Catacchini      | Pistoiese       | definitivo            |
| D        | Michele Rinaldi       | Udinese         | prestito              |
| C        | Francesco Lunardini   | Pavia           | riscatto comproprietà |
| C        | Giovanni La Camera    | Padova          | comproprietà          |
| C        | Simone Palermo        | Roma            | prestito              |
| C        | Sorin Paraschiv       | Steaua Bucarest | definitivo            |
| A        | Angelo Raffaele Nolé  | Potenza         | definitivo            |
| A        | Daniele Vantaggiato   | Bari            | comproprietà          |
| A        | Emilio Benito Docente | Ancona          | fine prestito         |

| Cessioni | Cessioni             | Cessioni | Cessioni      |
| R.       | Nome                 | a        | Modalità      |
| -------- | -------------------- | -------- | ------------- |
| P        | Samir Handanovič     | Udinese  | fine prestito |
| D        | Dario Baccin         | Treviso  | definitivo    |
| D        | Digão                | Milan    | fine prestito |
| C        | Ahmed Barusso        | Roma     | comproprietà  |
| C        | Emmanuel Cascione    | Reggina  | definitivo    |
| C        | Renzo Tasso          |          | svincolato    |
| C        | Roberto Bischeri     | Crotone  | comproprietà  |
| A        | Alessandro Matri     | Milan    | fine prestito |
| A        | Angelo Raffaele Nolé | Messina  | prestito      |
| A        | Davide Moscardelli   | Cesena   | comproprietà  |

### Sessione invernale(dal 4/1 al 31/1)
| Acquisti | Acquisti         | Acquisti | Acquisti   |
| R.       | Nome             | da       | Modalità   |
| -------- | ---------------- | -------- | ---------- |
| C        | Alessandro Frara | Spezia   | definitivo |
| A        | Giuseppe Greco   | Genoa    | prestito   |

| Cessioni | Cessioni          | Cessioni | Cessioni      |
| R.       | Nome              | a        | Modalità      |
| -------- | ----------------- | -------- | ------------- |
| C        | Francesco Valiani | Bologna  | definitivo    |
| C        | Simone Palermo    | Roma     | fine prestito |
| A        | Jeda              | Cagliari | definitivo    |

## Risultati

### Serie B

#### Girone di andata
| Bologna 25 agosto 2007, ore 16:00 CEST 1ª giornata | Bologna          | 0 – 0 referto | Rimini | Stadio Renato Dall'Ara\| Arbitro: \| Rosetti (Torino) \| |
| Arbitro:                                           | Rosetti (Torino) |               |        |                                                          |

| Arbitro: | Ciampi (Roma) |

|                              |           |              |
| Jeda 29’ (rig.) Regonesi 90’ | Marcatori | 7’ Lanzafame |

| Ascoli Piceno 9 settembre 2007, ore 15:00 CEST 3ª giornata | Ascoli           | 0 – 0 referto | Rimini | Stadio Cino e Lillo Del Duca\| Arbitro: \| Rocchi (Firenze) \| |
| Arbitro:                                                   | Rocchi (Firenze) |               |        |                                                                |

| Arbitro: | Pinzani (Empoli) |

|                           |           |          |
| Jeda 36’ D. Cristiano 59’ | Marcatori | 7’ Viali |

| Arbitro: | De Marco (Chiavari) |

|                     |           |           |
| Carparelli 55’, 59’ | Marcatori | 5’ Milone |

| Arbitro: | Damato (Barletta) |

|                 |           |  |
| Vantaggiato 78’ | Marcatori |  |

| Arbitro: | Stefanini (Prato) |

|                                 |           |                        |
| Lodi 39’ (rig.), 71’ Evacuo 50’ | Marcatori | 22’ Jeda 78’ Ricchiuti |

| Arbitro: | Palanca (Roma) |

|                                         |           |               |
| Marcolini 31’ (rig.) Porchia 45’ (aut.) | Marcatori | 39’, 43’ Jeda |

| Arbitro: | Herberg (Messina) |

|                            |           |                                  |
| Porchia 7’ Jeda 51’ (rig.) | Marcatori | 31’ Pellicori 87’ (rig.) Kenesei |

| Arbitro: | Mazzoleni (Bergamo) |

|  |           |                  |
|  | Marcatori | 90'+4’ Ricchiuti |

| Arbitro: | Orsato (Schio) |

|                      |           |                                          |
| Valiani 25’ Jeda 63’ | Marcatori | 14’ A. Esposito 52’ Schiavi 90'+2’ Tulli |

| Arbitro: | Pantana (Macerata) |

|  |           |                |
|  | Marcatori | 12’ Migliónico |

| Arbitro: | Valeri (Roma) |

|  |           |               |
|  | Marcatori | 80’ Ricchiuti |

| Arbitro: | Giannoccaro (Lecce) |

|                                              |           |                        |
| Biasi 24’ (aut.) Jeda 35’, 55’ Ricchiuti 41’ | Marcatori | 32’ (rig.) Moscardelli |

| Arbitro: | Gava (Conegliano) |

|  |           |               |
|  | Marcatori | 20’ Peccarisi |

| Arbitro: | Ciampi (Roma) |

|                                                                  |           |              |
| Ricchiuti 14’ Pagano 17’ Jeda 31’ Vantaggiato 76’ Valiani 90'+2’ | Marcatori | 18’ Scardina |

| Arbitro: | Pinzani (Empoli) |

|              |           |  |
| Rossetti 56’ | Marcatori |  |

| Arbitro: | Saccani (Mantova) |

|          |           |              |
| Jeda 14’ | Marcatori | 88’ Castillo |

| Arbitro: | Tagliavento (Terni) |

|                                |           |  |
| Possanzini 52’ Tacchinardi 59’ | Marcatori |  |

| Rimini 12 gennaio 2008, ore 16:00 CET 20ª giornata | Rimini        | 0 – 0 referto | AlbinoLeffe | Stadio Romeo Neri\| Arbitro: \| Lops (Torino) \| |
| Arbitro:                                           | Lops (Torino) |               |             |                                                  |

| Arbitro: | Velotto (Grosseto) |

|            |           |  |
| Degano 36’ | Marcatori |  |

#### Girone di ritorno
| Arbitro: | De Marco (Chiavari) |

|            |           |                                   |
| Valiani 7’ | Marcatori | 41’ (aut.) R. Vitiello 57’ Bucchi |

| Arbitro: | Trefoloni (Siena) |

|  |           |              |
|  | Marcatori | 31’ Regonesi |

| Arbitro: | Herberg (Messina) |

|                                    |           |  |
| Paraschiv 27’ Vantaggiato 47’, 85’ | Marcatori |  |

| Arbitro: | Salati (Trento) |

|  |           |                               |
|  | Marcatori | 45'+1’ Pagano 69’ Vantaggiato |

| Arbitro: | Valeri (Roma) |

|                                 |           |  |
| R. Vitiello 41’ G. Greco 90'+2’ | Marcatori |  |

| Arbitro: | Ciampi (Roma) |

|  |           |                             |
|  | Marcatori | 23’ Ricchiuti 56’ Paraschiv |

| Arbitro: | Scoditti (Bologna) |

|             |           |                  |
| Porchia 88’ | Marcatori | 45'+1’ Margiotta |

| Rimini 8 marzo 2008, ore 16:00 CET 29ª giornata | Rimini              | 0 – 0 referto | Chievo | Stadio Romeo Neri\| Arbitro: \| Tagliavento (Terni) \| |
| Arbitro:                                        | Tagliavento (Terni) |               |        |                                                        |

| Arbitro: | Squillace (Catanzaro) |

|                          |           |                 |
| Salgado 3’ Pellicori 61’ | Marcatori | 54’ R. Vitiello |

| Arbitro: | Ciampi (Roma) |

|                                              |           |                          |
| Vantaggiato 9’, 47’ G. Greco 57’, 69’ (rig.) | Marcatori | 32’ Camorani 87’ Zizzari |

| Arbitro: | Banti (Livorno) |

|                          |           |  |
| Zanchetta 63’ Corvia 88’ | Marcatori |  |

| Arbitro: | Mazzoleni (Bergamo) |

|                |           |             |
| Dedič 28’, 80’ | Marcatori | 74’ Docente |

| Arbitro: | Herberg (Messina) |

|                     |           |            |
| G. Greco 61’ (rig.) | Marcatori | 87’ Godeas |

| Arbitro: | Bergonzi (Genova) |

|           |           |                            |
| Biasi 29’ | Marcatori | 85’ G. Greco 87’ Ricchiuti |

| Arbitro: | Stefanini (Prato) |

|                                    |           |                                                             |
| Ricchiuti 56’, 69’ Vantaggiato 59’ | Marcatori | 33’ Trotta 81’ Rossetti 84’ Sforzini 86’ (aut.) R. Vitiello |

| Arbitro: | Pierpaoli (Firenze) |

|                                         |           |                               |
| Terranova 49’ Matteini 60’ Masiello 63’ | Marcatori | 42’ Pagano 87’ (rig.) Porchia |

| Arbitro: | Squillace (Catanzaro) |

|                                                            |           |                                     |
| Vantaggiato 34’ Pagano 61’ Milani 79’ (aut.) Ricchiuti 86’ | Marcatori | 49’ Minelli 78’ Testini 81’ Sgrigna |

| Arbitro: | Girardi (San Donà di Piave) |

|  |           |                              |
|  | Marcatori | 47’ Vantaggiato 90’ G. Greco |

| Arbitro: | Gervasoni (Mantova) |

|                               |           |            |
| Vantaggiato 49’ La Camera 50’ | Marcatori | 52’ Taddei |

| Arbitro: | Banti (Livorno) |

|  |           |                                                    |
|  | Marcatori | 17’ G. Greco 42’ Porchia 76’ Paraschiv 90’ Docente |

| Arbitro: | Pantana (Macerata) |

|                                             |           |  |
| La Camera 29’ Vantaggiato 36’ Ricchiuti 69’ | Marcatori |  |

### Coppa Italia
| Arbitro: | Pierpaoli (Firenze) |

|                                                                       |           |  |
| Jeda 11’, 49’, 52’ (rig.) R. Vitiello 38’ Moscardelli 67’ Valiani 72’ | Marcatori |  |

| Arbitro: | Tommasi (Bassano del Grappa) |

|                                     |           |                         |
| Valiani 6’ Ricchiuti 28’ Pagano 41’ | Marcatori | 48’ (aut.) D. Cristiano |

| Arbitro: | De Marco (Chiavari) |

|                                   |           |                           |
| Ventola 18’ Barone 42’ Rosina 97’ | Marcatori | 85’ Valiani 87’ Ricchiuti |